# Villaobispo de Otero (kommunhuvudort)
Villaobispo de Otero är en kommunhuvudort i Spanien.   Den ligger i provinsen Provincia de León och regionen Kastilien och Leon, i den nordvästra delen av landet, 300 km nordväst om huvudstaden Madrid. Villaobispo de Otero ligger 868 meter över havet och antalet invånare är 649.
Terrängen runt Villaobispo de Otero är huvudsakligen lite kuperad. Villaobispo de Otero ligger nere i en dal. Runt Villaobispo de Otero är det ganska tätbefolkat, med 120 invånare per kvadratkilometer. Närmaste större samhälle är Astorga, 4,6 km söder om Villaobispo de Otero. Trakten runt Villaobispo de Otero består till största delen av jordbruksmark.